# Thrilla in Manila
Résultat
Thrilla in Manila (littéralement « Thriller à Manille ») est le troisième et dernier combat opposant Mohamed Ali et Joe Frazier pour le titre de champion du monde poids lourds de boxe anglaise.

## Déroulement du combat
Le combat s'est déroulé le 1er octobre 1975 à l'Araneta Coliseum de Quezón City aux Philippines. À l'issue de quatorze rounds âprement disputés dans une atmosphère suffocante, Eddie Futch, l'entraîneur de Frazier, préfère retenir dans son coin son boxeur, qu'il juge complètement exténué avant le début du dernier round, donnant ainsi la victoire à Ali.